# أولاد الكورة (سيدي بوموسى)
أولاد الكورة هي إحدى مشيخات المملكة المغربية، تتبع جغرافيا لإقليم تارودانت وإداريًا لسيدي بوموسى. يقدر عدد سكانها بـ 13722 نسمة حسب الإحصاء الرسمي للسكان والسكنى لسنة 2004.